# Psicologia anormal
Psicologia anormal é o ramo da psicologia que estuda padrões incomuns de comportamento, emoção e pensamento, que podem ou não ser considerados como a precipitação de um transtorno mental. Embora muitos comportamentos podem ser tidos como anormais, esta área da psicologia geralmente lida com o comportamento em um contexto clínico. Há uma longa história de tentativas de entender e controlar o comportamento que é considerado fora da anormalidade, e em muitas vezes a cultura influencia nesse pré-conceito. O campo da psicologia anormal identifica causas múltiplas para diferentes condições, empregando diversas teorias do campo da psicologia geral e, em alguns casos, ainda depende de um conceito do que é "anormal". Não é, em termos tradicionais uma divisão entre as explicações psicológicas e biológicas, mas reflete, numa perspectiva filosoficamente dualista o problema corpo-mente. Existiram também, ao longo da história, diferentes abordagens na tentativa de classificar as doenças mentais. Anormal inclui três categorias distintas, as quais são: subnormal, supernormal e paranormal.
A ciência da psicologia anormal estuda dois tipos de comportamentos: os adaptativos e mal-adaptativos. Comportamentos que são mal-adaptativos sugerem que algum problema existe, e pode implicar uma vulnerabilidade do indivíduo, possivelmente incapaz de lidar com o estresse ambiental, que está levando-o a ter problemas de convívio no cotidiano. A psicologia clínica é o campo aplicado da psicologia que procura avaliar, entender e tratar condições psicológicas na prática clínica. O campo teórico conhecido como "psicologia anormal 'podem formar um pano de fundo para esse tipo de trabalho, mas os psicólogos clínicos no campo atual é improvável a usar o termo" anormal ", em referência à sua prática. Psicopatologia é um termo semelhante a psicologia anormal, mas tem mais de uma implicação de um ativo subjacente patologia (processo da doença), e como tal é um termo mais comumente utilizado na especialidade médica conhecida como psiquiatria. A psicologia clínica é o campo aplicado da psicologia que procura avaliar, entender e tratar condições psicológicas na prática clínica. O campo teórico conhecido como "psicologia anormal" pode formar um pano de fundo para esse tipo de trabalho, mas a utilização do termo "anormal" através dos psicólogos clínicos é improvável, em referência à sua prática. Psicopatologia é um termo semelhante a psicologia anormal.